# Жадины (усадьба)
Жадины — населённый пункт в Боровичском районе Новгородской области России. Входит в состав Опеченского сельского поселения.

## География
Находится в юго-восточной части Новгородской области, в пределах Валдайской возвышенности, в подзоне южной тайги, на правом берегу реки Мста, при автодороге 49К-0210, на расстоянии примерно 16 км (по прямой) к юго-востоку от города Боровичи, административного центра района.

### Климат
Климат характеризуется как умеренно континентальный, влажный, с нежарким коротким летом и относительно мягкой зимой. Средняя многолетняя температура самого холодного месяца (января) составляет −9°С (абсолютный минимум — −54 °C), средняя температура самого тёплого (июля) — 17,4 °С (абсолютный максимум — 35 °С). Безморозный период длится 125 дней. Продолжительность периода активной вегетации растений составляет более 4 месяцев. Среднегодовое количество осадков — 553 мм, из которых около 70 % выпадает в тёплый период. Устойчивый снежный покров сохраняется в среднем 5 месяцев с начала декабря до начала апреля.

### Часовой пояс
Усадьба Жадины, как и вся Новгородская область, находится в часовой зоне МСК (московское время). Смещение применяемого времени относительно UTC составляет +3:00.

## Население
| 2010 |
| ---- |
| 68   |

### Национальный состав
Согласно результатам переписи 2002 года, в национальной структуре населения русские составляли 98 % из 88 чел.

## Достопримечательности
В населённом пункте находится бывшая усадьба С. Вострикова, построенная в XVIII веке. Комплекс зданий в настоящее время заброшен.